# Лазика
Лазика (также Эгриси; груз. ეგრისი, греч. Λαζική) — западногрузинское государственное образование позднеантичного периода, существовавшее на восточном побережье Чёрного моря в IV—VI веках н. э., и рассматриваемое как историко-политический преемник древней Колхиды. Столица находилась в Археополисе.
Основные сведения о Лазике содержатся в сочинениях античных и византийских авторов, в том числе Арриана, Прокопия Кесарийского, Менандра Протектора, Агафия Миринейского, Иоанна Малалы, Пасхальной хроники, Феофана Исповедника и других.

## Название
Название «Лазика» происходит от этнонима «лазы», который, в свою очередь, берет начало от эллинизированного термина «заны». Академик Н. Я. Марр предполагал, что этноним «лазы» мог формироваться с использованием префикса «ла-» или формы «ла-зен-и», вероятно, под влиянием сванского языка. В сванском языке мегрелы назывались «занар», а регион Самегрело именовался «Зан», что подчеркивает связь с древним этнонимом «заны» или «чаны».
В византийских источниках, датируемых как минимум VII веком, Лазика часто описывается как область, включающая также Трапезунд и прилегающие районы, населенные чанами.
Древнегреческий географ Клавдий Птолемей указывал, что на побережье Колхиды проживали лазы, а внутренние земли (в стране Екректике) занимали манралы, которых считают предками современных мегрелов.
В грузинских хрониках, в частности у Леонти Мровели, название «Эгриси» связывается с мифическим предком мегрелов — Эгросом, сыном Таргамоса. Согласно легенде, Эгрос получил в наследство территорию Западной Грузии, включающую земли от Лихского хребта до Чёрного моря. Как упоминает Мровели: «Эгрос воздвиг город и назвал его именем своим — Эгриси. Ныне он именуется Бедиа».
Название Эгриси перешло в современное грузинское Самегрело. В армянских источниках эта область известна как «Эгерк», а в абхазском языке — «Агруа». Из этой же основы («Эгер») произошло современное грузинское название «мегрели», а также самоназвание мегрелов — «маргали».

## История

### Падение Колхиды
Падение местной государственности и установление над ней господства Понтийского царства открыло широкую дорогу в колхидскую низменность окружающим горцам. Вторжение шло как с севера, так и с юга; с севера это были саниги, абазги и апсилы, а с юга — чаньские племена, одним из которых являлись лазы (миграция последних была вызвана митридатовыми войнами); эти племена постепенно начинают устанавливать гегемонию в Колхиде. Постоянные военные действия между ними обернулись катастрофой для городов Колхиды, (Диоскурия была покинута, Питиунт разграблен, некогда оживлённые города на Фасисе уже не существовали, кроме одного Суриума).

### Образование государства лазов

Государства Восточного Причерноморья во второй половине I в. и II в.

В своём труде «Естественная история» (I век н. э.) Плиний Старший описывает географию восточного побережья Понта Эвксинского. Он упоминает лазов среди других народов прибрежной Колхиды:
«На побережье, перед самым Трапезундом, протекает река Пиксит (Pyxites). За Трапезундом проживают «санны-гениохи» (лат. gens Sannorum Heniochorum), река Абсаррум с одноимённой крепостью в ущелье, в 140 милях от Трапезунда. За горами этого места находится Иберия, а на побережье обитают гениохи, ампревты и лазов.»Плиний Старший, Естественная история, книга VI
В своей «Географии» (II век н. э.) Клавдий Птолемей описывает Колхиду и прилегающие земли:
«Приморскую часть Колхиды населяют лазы, выше лежащие местности — манралы и народы, живущие в стране Екректике.»Клавдий Птолемей, География, V.10.5
В «Перипле Понта Эвксинского» (II век н. э.) Арриан упоминает народы, населявшие восточное побережье Чёрного моря, среди которых лазы указаны как подданные местного царя, находящегося в вассальной зависимости от Рима:
«Соседями зидретов являются лазы — народ, подвластный царю по имени Малассас, который получил своё царство от тебя [императора].»Арриан, Плавание вдоль побережья Понта Эвксинского, §15
Согласно источникам, первоначальное место обитания лазов находилось на северо-западных границах современной Абхазии, — там, где Арриан упоминает «Старую Лазику» (греч. Παλαιά Λαζική, Palaia Lazikê; возможно, она находилась в районе Небуга вблизи Туапсе).
Древние источники умалчивают о подробностях образования Лазского царства; вероятно, значительным фактором во время этого процесса было военное присутствие римлян в юго-восточном Причерноморье. Появление римлян в Колхиде датируется I веком н. э.; их главной целью было обеспечение безопасности побережья крепостями и дружественными царями.
Во второй половине I века на территории Колхиды сложились различные крупные политические образования, и Рим был вынужден признать власть их правителей. Крупнейшим из них стало Лазское царство (Лазика), занимавшее центральную часть древней Колхиды и постепенно усиливавшее своё влияние среди соседей; остальные государства региона включали Царство макронов и гениохов на юге, а также Абазгию и Апсилию на севере.
Согласно Плинию, лазы проживали в Колхидской низменности, а их территория доходила на юге до Аспарунта, где они были ближе к большой концентрации римских войск, чем многие другие народы региона. Размещая свои гарнизоны на побережье, римляне, видимо, позволяли своим союзникам-лазам овладевать внутренними районами Колхиды.
Между I и II веками н. э. лазы, вероятно, включили в свой союз родственный им этнос егров (мегрелов), живший в глубине Колхиды. Расширив свои границы до обширных плодородных районов Колхиды и присоединив население с богатыми земледельческими традициями, Лазское царство вскоре превратилось в «раннерабовладельческое государство» лазов. Согласно Г. Меликишвили, взаимодействие «военно-демократического строя» лазов и «раннеклассового строя» эгрского населения способствовало дальнейшему «продвижению раннеклассового общества лазов по пути к феодализации».
Вероятно, уже во II веке лазы оттеснили на север выдвинувшихся на юг горцев (апсилов, абазгов, возможно, также и некоторые сванские племена).

#### Нашествие варваров
Во II веке римские гарнизоны еще стояли в нескольких городах и фортах Лазики, однако римская власть пала в результате кризиса империи в III веке. В середине III века Колхида, наряду с малоазиатскими и балканскими областями империи, стала жертвой набегов северных причерноморских племен; прибрежные города Лазики были опустошены готскими нашествиями, причем кочевники по пути разграбили Питиунт, пытались захватить Фасис и разорили Трапезунт.
Новое нашествие готов произошло в 279 г., они высадились в Фасисе и оттуда вторглись в Понт, опустошив затем Галатию и Киликию; римское присутствие в лазских фортах было восстановлено в 280-х годах, но спустя несколько десятилетий Лазика была захвачена сарматским племенем борани.

### Обретение независимости от Рима
Начиная со второй половины IV века Римские гарнизоны уже не стояли в прибрежных пунктах Лазики. Римской гегемонии на востоке противостоял сасанидский Иран, претендовавший на господство в Закавказье, позиции Рима также были поколеблены нашествием северных кочевых племен, что заставило Рим мириться со стремлениями правящих кругов Лазики к самостоятельности.
Против варваров, проживающих на Кавказе, только Лазика является оплотомПрокопий Кесарийский, «Готские войны» II, 28

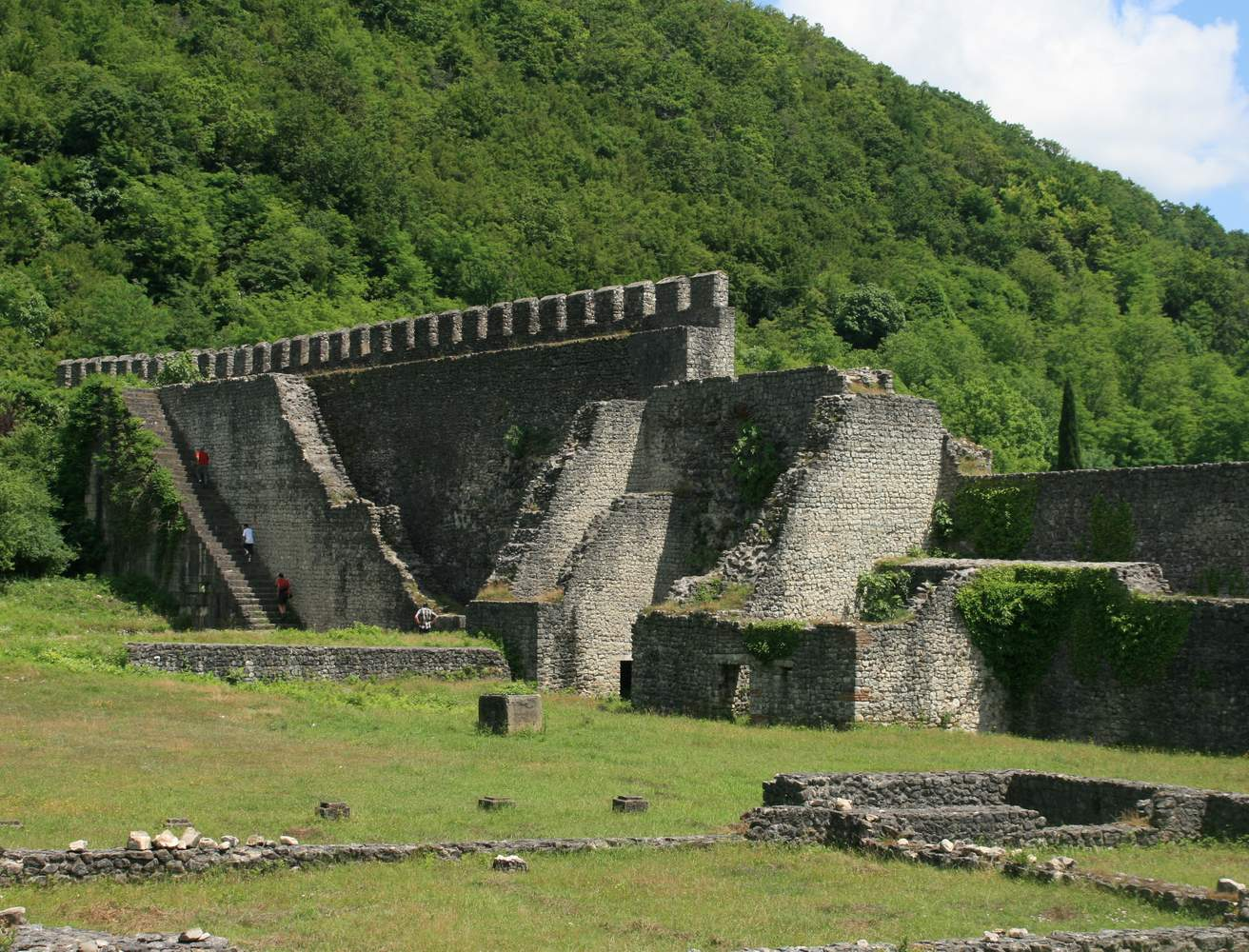
Остатки фортификационных сооружений Археополис (Нокалакеви) — столицы Лазики, расположенный на стратегическом перекрёстке у реки Техури.

Хотя формально оставаясь вассалом империи, согласно Прокопию Кесарийскому, лазы не платили дани римлянам и ни в чем другом им не подчинялись; их единственной обязанностью была защита северных границ от нашествия кочевников. Внешним выражением зависимости лазских царей от римлян (византийцев) был лишь обычай их утверждения на царство.
Во второй половине IV века, лазы подчинили апсилов и абазгов, живших на территории Абхазии, а в конце столетия — сванов, образовав царство со столицей в Археополисе, которое контролировало кавказские перевалы. Между III и IV веками общественное развитие Лазики характеризуется формированием раннефеодальных отношений. В результате усиления Лазики экспансионистская Иберия, раньше создававшая угрозу и римлянам, была отброшена из западной Грузии (Аргвети и ключевых торговых пунктов Шорапани и Сканда), а также устья реки Чорох (причерноморской области зидритов). В конце 460-х годов царь Иберии Вахтанг Горгасали при поддержке персов пытался присоединить Лазику и отвоевывал у нее Аргвети.
Лазы — сильный и храбрый народ, господствующий над другими сильными народами. Они очень гордятся древним именем колхов, быть может и не без основания. Среди народов, подвластных чужим государствам, я не знаю ни одного столь знаменитого и славного как обилием своих богатств, так и многочисленностью подданных, как обширностью и плодородием своих земель, так и красотой и живостью характера жителей... Лазы занимаются мореходством и прибыльной для себя торговлей. Они уже не являются варварами и не ведут варварской жизни, но, благодаря общению с римлянами, установили в своей стране государственность и правопорядокАгафий Миринейский

### Византийско-персидские войны

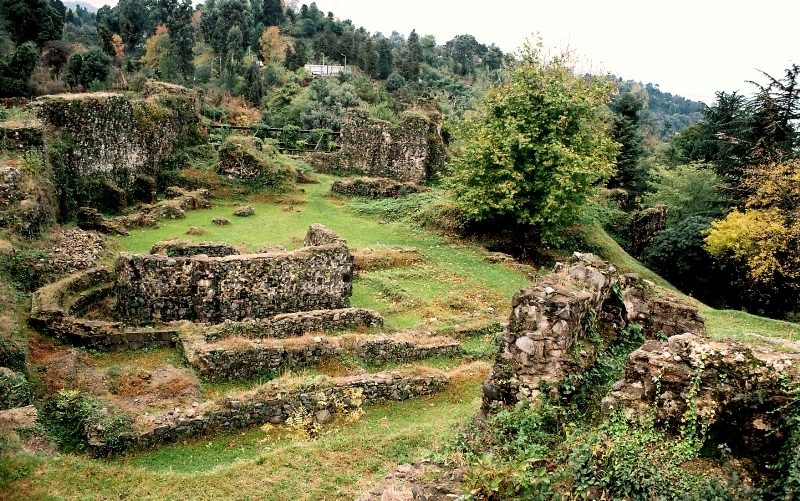
Петра (Цихисдзири) — византийская крепость VI века, построенная при императоре Юстиниане I на южной границе Лазики. Располагалась на скалистом побережье Чёрного моря и играла важную роль в Лазской войне между Византией и Сасанидами. Сохранились остатки стен, башен и христианской базилики.

В V–VI веках Лазика стала ареной острого геополитического противостояния между Византией и Сасанидской Персией, каждая из которых стремилась укрепить контроль над регионом: ради создания буферной зоны, защищающей их территории от нападений северных варварских племён и для обеспечения выхода к Чёрному морю. В рамках заключённого в 532 году мирного соглашения, известного как «вечный мир», персидская сторона признала суверенитет Византии над Лазикой. Однако уже в 541 году царь Лазики Губаз II, разочарованный усиливающимся византийским вмешательством в дела царства и недовольный произволом имперских властей, поднял восстание и запросил военную помощь у персидского шаха Хосрова I Ануширвана.
Решающим фактором в эскалации конфликта стало строительство византийцами мощной прибрежной крепости Петра, что вызвало в 542 году прямое военное вторжение Сасанидов и взятие крепости. В 548 году Губаз II вновь изменил союзническую ориентацию и обратился за поддержкой к императору Юстиниану I, восстав на этот раз против Персии. В 554 году византийские военачальники организовали его убийство царя Губаза на берегу реки Хоби.
Обеспокоенные убийством, жители Лазики собрались на народное собрание, на котором с речами выступили два влиятельных деятеля — Айет и Фартаз. В своих выступлениях они обсуждали вопрос дальнейшего политического курса: оставаться ли в союзе с Византией или вновь искать покровительства у Сасанидов. В конечном итоге, подчёркивая общность с Византией в культурной и религиозной сферах, Лазика сделала выбор в пользу продолжения союза с Восточной Римской империей.
Окончание Лазской войны (549–556) было закреплено мирным договором 562 года, согласно которому Лазика оставалась под политическим влиянием Византии.

### Постепенный упадок и арабское вторжение
После 561/562 года Лазика оставалась вассальным государством Византийской империи. С VII века регион находился под непосредственным управлением византийских властей.
В 697 году патрикий Лазики, Сергий, поднял восстание против византийской администрации, обратившись за поддержкой к арабам. Это событие привело к вторжению арабских войск в Лазику. К началу VIII века арабские гарнизоны были размещены в столице региона, Археополис, а также на стратегически важных укреплениях, таких как Кодорское ущелье.
Для подавления восстания византийский император попытался привлечь на свою сторону аланов, однако эти действия не привели к восстановлению контроля над регионом.
В конце VIII века Лазика вошла в состав Абхазского царства, которое к тому времени добилось независимости от Византии.

## Територия
Территориально Лазика охватывала прибрежные районы от Бзыбского ущелья (ныне Абхазия) и южных отрогов Кавказского хребта на севере до Аджарии на юге, а на востоке простиралась до Лихского хребта, где граничила с восточногрузинским царством Иберией (Картли).

### Южная граница
На раннем этапе, до середины V века, южная граница Лазики на Черноморском побережье проходила у крепости Апсар (ныне Гонио). С II века н. э. территория к югу от реки Чорох до мыса Вице (ныне Фындыклы) находилась под политическим влиянием Иберии, тогда как земли далее на юг, вплоть до Сюрмене, входили в состав местного грузинского образования — царства макронов и гениохов, известного также под названиями Санетия или Сосанетия. В III–IV веках его границы расширились: в его состав вошли, с севера, крепость Апсар, а с юга — порт Хисис (ныне Сюрмене). В этот период «Санетия» сохраняла фактическую независимость, несмотря на попытки Византии установить контроль над регионом в V–VI веках.
Во времена византийского императора Льва I (457–474) и царя Лазики Губаза I граница Лазики была продвинута южнее — к крепости Хупати (ныне Хопа), о чём упоминается в житии святого Даниила Столпника.
В VI веке граница Лазики была сдвинута — к реке Чорох, за которой начиналась буферная зона, отделявшая Лазику от Иберии и владений Византии. Как сообщает Прокопий Кесарийский, значительная часть прибрежных территорий между городом Ризей (совр. Ризе) и крепостью Петрой находилась вне прямого контроля как Византии, так и Лазики. Этот регион, включавший поселения Афины (ныне Пазар), Архабис (ныне Архави) и Апсарус, населяли христианизированные, но политически автономные племена. Несмотря на свою независимость, они находились под духовной юрисдикцией Лазской епархии: епископы Лазики назначали сюда священнослужителей.
Во второй половине VI века, на фоне формирования иберийского княжества, регион Ризе был включён в его состав под названием «Приморская Кларджетия» (груз. ზღვისპირა კლარჯეთი). Согласно хронике Джуаншера, в 630-х годах император Ираклий аннексировал территории Спери и Приморскую Кларджетию, причём последняя была административно объединена с Лазикой, находившейся под византийским контролем. С этого времени регион Ризе в письменных источниках окончательно стал обозначаться как «Лазия».

## Города и крепости
Основные сведения о городах и крепостях Лазики сохранились в трудах византийских и античных авторов. Среди них наиболее важную роль сыграли такие укреплённые пункты, как:
- Петра (совр. Цихисдзири)
- Археополис (Нокалакеви)
- Родополис (Варцихе)
- Сканда
- Сарапанис (Шорапани)
- Мохересис (Мухуриси) — наиболее густонаселённая и плодородная часть Лазики, упомянутая Прокопием как «крупнейший город Колхиды» и идентифицируемая с Моурисием, названным в Новелле Юстиниана 535 года.
- Питиунт (Пицунда) и Себастополис (Сухуми) — находились за пределами прямого контроля Лазики.
- Фасис (Поти)
- Котайон (Кутаиси), с крепостью Уфимерей
- Оногурис
- Нессос (Исула)
- Телефис (Толеби)
- Лисирис — упоминается в Новелле Юстиниана.

Самым значительным плодородным и богатым районом Лазики был Мухуриси (Мохересис) в долине реки Риони — густонаселенная часть территории Колхиды, где располагалось большинство лазских городов. В IV-V веках н. э. в Лазике появились крупные города: Археополис, Родополис и Котайон, а также увеличилось население побережья, главном образом в районе Фасиса.
Во времена Прокопия (VI в.) большинство городов Лазики располагалось севернее реки Фасис — Археополис, Себастополис, Питиус и Сканда, тогда как южная часть страны, по его словам, оставалась малонаселённой и слабо укреплённой; единственным исключением была Петра, построенная римлянами. Этот взгляд Прокопия поддерживается и античными авторами — Страбоном, Плинием и Аррианом — которые не упоминают значительных поселений или гаваней на южном побережье Колхиды.
В архитектуре крепостей Лазики, особенно расположенных на ключевых пунктах торговых и военных маршрутов между Черноморским побережьем и Ираном, прослеживается влияние византийской фортификационной традиции.

## Экономика
Экономика Лазики в значительной степени опиралась на морскую торговлю, центром которой был порт Фасис. Торговля осуществлялась в основном с Понтом и Боспорским царством (Крым), которые в тот период находились под контролем Римской империи. Из Лазики вывозили в значительных объемах кожу, меха, миро и другое сырье, а также рабов. Взамен в страну импортировали соль, хлеб, вино, дорогие ткани и оружие.
Прокопий Кесарийский, византийский историк VI века, утверждает, что Лазы не могли производить основные продукты питания, такие как хлеб и вино, и, следовательно, полностью зависели от импорта:
«в Лазике совсем нет соли, равно как и хлеба, вина и других земных благ. Все это ввозится к ним на судах римлянами, живущими у морского побережья, и лазы приобретают эти товары, не за золото, а за кожи, рабов и все то, что у них здесь излишке». 
Однако исследование экономической истории Лазики свидетельствует о том, что эта оценка, вероятно, является чрезмерно упрощенной. Как отмечает Агафий Миринейский, почти современник Прокопия:
«Я не видел никого другого столь знаменитого, так осчастливленного избытком богатств, множеством подданных, удобным географическим положением, изобилием необходимых продуктов, благопристойностью и прямотою нравов».
Лазика была богата природными ресурсами и производила собственные продукты, включая зерно, вино и соль. Соль импортировалась в основном из Крыма, но, по археологическим данным, также добывалась местным населением. Её импорт был связан скорее с повышением качества и объема, чем с отсутствием внутреннего производства. Основным зерном, выращиваемым в Лазике, было просо, из которого готовили блюда, подобные поленте. Импорт пшеницы, упоминаемый Прокопием, был скорее связан с потребностями элиты и армии. Лазика производила собственное вино, но также импортировала более дорогие сорта в качестве предмета роскоши.
Считается что уничтожение свободной торговли и введение монополии римлянами в Лазике стало одной из причин лазской войны.

## Культура и религия
Христианство начало распространяться в Лазике уже в I веке н. э., прежде всего среди эллинского и эллинизированного населения прибрежных городов. В то же время среди собственно лазского населения распространение новой религии происходило медленнее, чему способствовало сохранение значительных элементов родо-племенного уклада. В этот период получили известность христианские общины в Питиунте и Трапезунде.
В начале IV века в Питиунте была учреждена христианская епархия, и её первым известным епископом стал Стратофил, принимавший участие в Первом Никейском соборе в 325 году. В 523 году христианство было официально признано государственной религией Лазики, что произошло позднее, чем в соседней Иберии. Первым христианским правителем Лазики считается царь Губаз I.

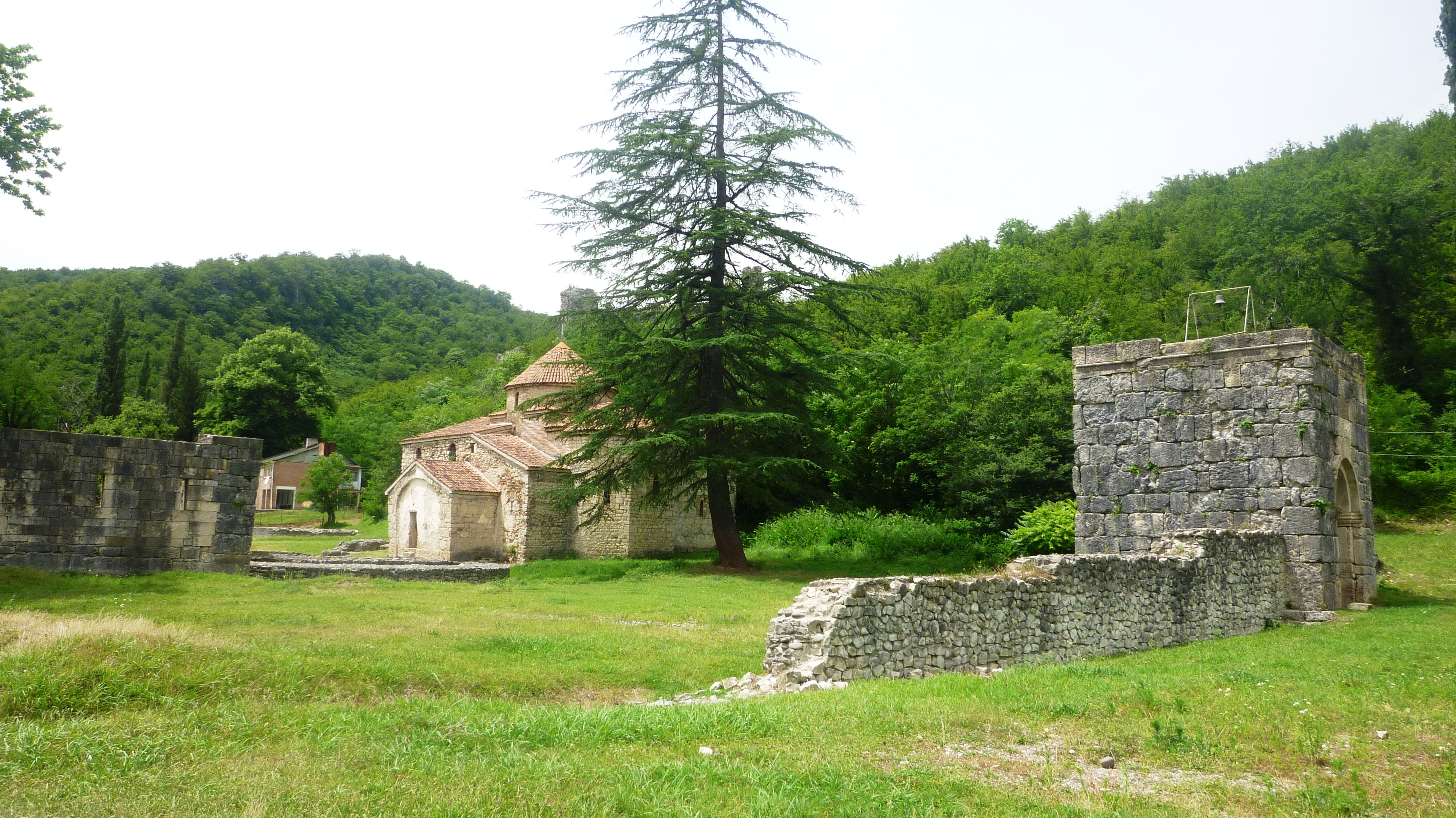
Церковь Сорока мучеников в Археополисе (Нокалакеви).

При императоре Юстиниане I в Лазике была учреждена Лазская епархия Константинопольского патриархата с митрополичьей кафедрой в городе Фасис (современный Поти). В подчинении митрополии Фасиса находились епископии в следующих городах: Родополис (совр. Варцихе), Сайс или Сайсена (совр. Цаиши), Петра (совр. Цихисдзири) и Зигана (идентифицируемая с Дзиганеви или Гудава). Иерархи Лазской епархии принимали участие во Вселенских соборах: на VI соборе (680–681) упоминается епископ Фасиса Теодор; на Трулльском соборе (691–692) присутствовали митрополит Фасиса Теодор, епископ Петры Иоанн и епископ Зиганы Фаустин; на VII соборе в Никее (787) Лазику представлял митрополит Христофор.
В конце IX века, в связи с образованием независимого Абхазского царства и учреждением Абхазского католикосата с центром в Питиунте, Лазская епархия была упразднена. В рамках церковной реорганизации кафедра Трапезунда, ранее находившаяся в подчинении Неокесарийской митрополии, получила повышенный статус: изначально архиепископии, а впоследствии — митрополии. В VII Notitiae Episcopatuum она фигурирует под наименованием «Трапезунд Лазики», заняв место Фасиса в византийской иерархии.
Помимо религиозной трансформации, Лазика испытала культурное влияние Византии. Уже в IV веке в стране функционировала высшая риторическая школа — по свидетельству Фемистия, подобная аналогичным учебным заведениям Римской империи. В академии преподавались грамматика, риторика и философия на греческом языке. Позднее распространились грузинский язык и грузинская письменность.
Сочетание христианской традиции, эллинского образования и браков лазской знати с представителями византийской аристократии сближало Лазику с культурой имперского центра. По свидетельствам некоторых византийских авторов, лазы достигли такого уровня развития, что были «почти сравнимы» с византийцами по степени цивилизационного развития, что объясняется как политико-культурными связями, так и длительным процессом эллинизации колхидской верхушки.

## Демография
Лазское царство включало не только самих лазов, но и ряд сопредельных народов, обитавших преимущественно в северных районах — сванов, сквимнийцев, абазгов, апсилов и мисимиан. Эти племена пользовались широкой внутренней автономией, а их вожди назначались царём Лазики. О подчинённых племенах на юге и востоке известно значительно меньше; предполагается лишь, что ряд чанских племён, живших между Ризе и Апсаром, подчинялись в церковном отношении епископу Лазики, получая от него священников. По мнению В. Минорского, территории, расположенные ближе к Трапезунту, были населены так называемыми «римскими понтийцами», находившимися в непосредственном подчинении римской администрации и не зависевшими от царей Лазики. Несмотря на это, с этнической и культурной точки зрения они мало отличались от самих лазов.
Согласно Прокопию, Лазика занимала оба берега реки Фазис, однако основные города располагались на северной стороне. Южная часть страны, напротив, описывается как малонаселённая и слабо укреплённая: Прокопий прямо утверждает, что на южном берегу Фазиса «не было ни крепости, ни поселения, достойного упоминания, кроме Петры, построенной римлянами». Этот взгляд находил подтверждение и у античных авторов — Страбона, Плиния и Арриана — не упоминавших значительных поселений на южном побережье Колхиды.

## Правители
| Правитель   | Период правления                                                             |
| ----------- | ---------------------------------------------------------------------------- |
| 1. Маласса  | упоминается Аррианом в 131 г. вассал римского императора Адриана.            |
| 2. Бакур    | современник Антонина Пия (138–161), его имя указано на выпущенной им монете. |
| 3. Губаз I  | прим. 456–466 гг.                                                            |
| 4. Демназе  | ?–521/522 гг.                                                                |
| 5. Цать I   | прим. 521/522–527/528 гг.                                                    |
| 6. Опсит    | даты правления неизвестны, вероятно, незадолго до 541 г.                     |
| 7. Губаз II | прим. 541–555 гг.                                                            |
| 8. Цать II  | 556–?                                                                        |
| 9. Лебарнук | прим. 662 г. упоминается как «Патрик Лазики».                                |
| 10. Григор  | 670–прим. 675 гг.                                                            |
| 11. Сергий  | прим. 696/697 гг.                                                            |